# Gerhard Wagner (medico)
Gerhard Wagner (Neu-Heiduk, 18 agosto 1888 – Monaco di Baviera, 25 marzo 1939) è stato un medico tedesco il primo Reichsärzteführer (capo dei medici del Reich) al tempo della Germania nazista.

## Biografia
Figlio di un professore di chirurgia, studiò medicina a Monaco di Baviera e prestò servizio come medico al fronte nella prima guerra mondiale (1914-1918): è stato insignito della Croce di Ferro di prima classe.
Dal 1919, Wagner gestì il proprio studio medico a Monaco di Baviera, mentre era anche membro di due Freikorps tra il 1921 e il 1923, von Epp e Oberland. Proprio a causa delle sue origini dell'Alta Slesia, Wagner rimase fino al 1924 come capo delle Deutschtumsverbände Oberschlesiens ("Associazione della Comunità Tedesca dell'Alta Slesia") e fu capo della divisione di Monaco di Baviera dei Verbände heimattreuer Oberschlesier ("Leali dell'Alta Slesia"). Nel maggio 1929, è passato al NSDAP.
Wagner fu co-fondatore e, dal 1932, a capo della Lega dei medici nazionalsocialista tedesca, e dal 1933 partecipò anche come membro del Landtag del Palatinato. Un anno dopo, nel 1934, Wagner ricevette l'incarico di capo dei dottori del Reich. Inoltre, è stato "Commissario del Führer per la sanità nazionale". Nel 1933 era già diventato capo dell'Ufficio centrale per la sanità nazionale, e nel 1936 arrivò la sua nomina a Hauptdienstleiter (Responsabile del servizio) di quell'ufficio.
Nel dicembre 1935, Wagner divenne capo della Reichsärztekammer (Camera dei medici). Al raduno di Norimberga del 1936, ha discusso delle leggi razziali. Come era tipico della propaganda nazista in quel momento, questo riguardava più la razza pura e in crescita che il male degli ebrei. Un cambiamento nella sua carriera politica avvenne nel 1937 quando fu promosso a SA-Obergruppenführer. Nel frattempo, è stato anche Commissario per le questioni collegiali nello staff di Rudolf Hess.
Wagner morì molto giovane, a soli 50 anni. La causa della sua morte improvvisa è ancora oggi sconosciuta. Il suo successore fu Leonardo Conti.
Gerhard Wagner fu corresponsabile dell'eutanasia e della sterilizzazione contro ebrei e portatori di handicap e si dimostrò al congresso del partito di Norimberga nel 1935 come un convinto sostenitore delle leggi di Norimberga, e quindi anche della legislazione razziale e della politica razziale della Germania nazista. Sotto la guida di Wagner, fu fondato il centro di sterminio nazista di Hadamar.